# 羅伯特·桑切斯
羅伯特·林奇·桑切斯（西班牙語：Robert Lynch Sánchez；1997年11月18日—），西班牙足球運動員，現效力英超球會切爾西，司職守門員。他於2021年進入國家隊，不久後入選2020年歐洲足球錦標賽西班牙隊名單。

他的爸爸是 英格蘭人，媽媽是西班牙人。

## 俱樂部生涯
桑切斯出生在西班牙卡塔赫納，他在萊萬特的青年隊開始了他的職業生涯，17歲時移居英格蘭，加盟布赖顿足球俱乐部。
桑切斯在2015年6月簽下他的第一個職業合同，並在球隊的U23球隊中確立了自己作為第一門將的位置。
桑切斯在2016-17賽季的英超U21聯賽中表現出色，在Checkatrade英錦賽淘汰賽階段對陣考文垂的比賽中有三次精彩的表現，進行了一系列精彩的撲救。
2018年4月，他与俱乐部签订了一份为期三年的新合同。
2023年8月3日，据报道布莱顿已与同为英超俱乐部的切尔西就桑切斯的转会费达成一致，初始转会费为2000万英镑，外加500万英镑的附加条款。转会于8月5日完成，球员签订了一份为期7年的合同。8月8日，切尔西确认他将在即将到来的 2023-24 赛季身披31号球衣。8月17日，凯帕·阿里萨瓦拉加转会皇家马德里后，桑切斯选择将自己的球衣号码改为1号。
2025年7月13日，桑切斯在2025年國際足協世界冠軍球會盃決賽中多次做出關鍵撲救，幫助球隊以3-0擊敗巴黎聖日耳門。桑切斯的表現為他贏得了賽事的金手套獎。

## 國家隊生涯
2020年歐洲足球錦標賽，桑切斯獲安歷基選中代表西班牙參與賽事，可惜他未有機會上場。
2021年9月5日，在世界杯预选赛 4-0 战胜格鲁吉亚队的比赛中，他在下半场替補上场，首次於国际赛亮相。

## 荣誉

### 俱乐部
切尔西
- 欧洲协会联赛冠軍：2024–25年
- 俱乐部世界盃冠軍 ：2025